# بادرود
بادرود شهری در بخش امامزاده است که در شهرستان نطنز در استان اصفهان ایران قرار دارد.
شهر بادرود نیز به عنوان چهارمین شهر زیارتی شناخته می شود

## وجه تسمیه
بادرود شهری است تاریخی درست در مرکز جغرافیایی ایران و با پیشینه‌ای تاریخی ۷هزار ساله دارای محوطه‌های باستانی است که به عنوان نمونه می‌توان به محوطه‌های باستانی ریگ تخت پادشاه- کرملک (تنور ملک)- شهر باستانی باد- محوطه بادافشان و قلعه اُسپی اشاره کرد که همگان روزگاری مرکز مدنیت بوده‌اند. نام بادرود بر گرفته از آخشیجان چهارگانه آب، باد، خاک و آتش است که به علت تقدس نام باد در نزد ایرانیان پیش از اسلام این سرزمین را باد نام نهاده‌اند و تقدس کلمه باد تا بدانجا بوده که ایرانیان پیشین روز ۲۲ هر ماه خورشیدی را روز باد یا بادروز می‌نامیدند که بادرود برگرفته از همان بادروز است.

## جغرافیا
این شهر در ۱۳۵ کیلومتری شمال اصفهان، ۲۵ کیلومتری شمال نطنز، ۵۵کیلومتری جنوب شرقی شهر آران‌وبیدگل، ۶۰ کیلومتری جنوب شرق کاشان و ۵۵ کیلومتری غرب اردستان و در حاشیه شاهراه ترانزیت تهران - بندرعباس قرار دارد. دیاکونوف در کتاب تاریخ ماد از حمله آشور ناسیراپال (پادشاه آشور) به بادرود نوشته است.
ابن رسته در کتاب اعلاق النفیسه به سال ۲۹۰ قمری باد (بادرود) را از مراکز مهم بین راهی اصفهان به ری دانسته است.
مساحت شهر بادرود در سال ۱۳۶۷ طبق نقشه‌های هادی ۳۶۰۰ کیلومتر مربع بوده است که طی سالهای اخیر به آن افزوده شده است. این منطقه از نظر نوع خاک به قسمت تقسیم می‌شود:
1. قسمت جنوبی: که از آبرفتهای کوه کرکس نطنز تشکیل شده، دشت حاصلخیزی است و دارای خاک رس و ماسه نرم و مستعد برای کشاورزی و دارای منابع آب زیرزمینی نسبتاً خوب است. این منطقه در طول ۳۰ کیلومتر و عرض ۱۵ کیلومتر (به مساحت ۴۵۰ کیلومتر مربع) است.
2. قسمت مرکزی: به طول ۳۰ کیلومتر و عرض ۱۰ کیلومتر (به مساحت ۳۰۰ کیلومتر مربع) از تپه‌های شن‌های روان پوشیده شده و منطقه کویری است که از سال ۱۳۵۴ با ایجاد ایستگاه تثبیت شن و نهال کاری و بذر پاشی منطقه نسبتاً حالت آرام به خود گرفته است.
3. قسمت شمالی و شمال شرقی: به طول ۹۰ تا ۹۵ کیلومتر و عرض ۳۰ کیلومتر که ابتدای محدوده و حد و مرز شهر ورامین است و دارای یک رشته کوه (به نام سیاه کوه) بوده که نسبتاً نمکزار است.[۲]

از محلات بادرود می‌توان به محله‌های شهرک شهید رجایی. حسینیه، گلستان، محله میدون، باغ، منتظری، کرملک، تخت پادشاه، خیرآباد، پاشا، کشاورز، ابوالفضل، خرم، پروینی، و پاسگاه و محله کوئه. محله یا زهرا، شهرک آزدگان-ناصریه-گراهی-شهرک رویا-شهرک صابری-سیدآباد-محله امام رضا-محله امام هادی-

## مردم

### جمعیت
جمعیت شهر بادرود طبق سرشماری نفوس و مسکن سال ۱۳۹۵حدود ۱۴۷۲۳ نفر است.

### زبان
بر اساس ایران اطلس به ترتیب گویشوران، زبان مردم بادرود (اکثریت) زبان راجی، فارسی اصفهانی و (اقلیت) فارسی تهرانی است.زبان راجی یا راژی یا رازی یا رایجی، یکی از زبان‌های ایران مرکزی است.

### گویش
گویش مردم بادرود گویش بادرودی از زبان راجی زبان‌های مرکزی ایران است.

## مکان‌های دیدنی
آستان مقدس آقا علی عباس و شاهزاده محمد (از فرزندان موسی کاظم) - خانه محقق الدوله مربوط به عهد قاجار، سرا موزه رهگشای، حمام نوغه و موزه مردم‌شناسی، عمارت سرهنگ، خانه تاریخی افصح الدوله، بادگیرهای قدیمی شهر، منطقه باستانی تخت پادشاه، خانه‌های قدیمی و… از اماکن دیدنی بادرود می‌باشد. برگزاری جشنواره انار در فصل پاییز هر سال از دیگر جاذبه‌های گردشگری می‌باشد.

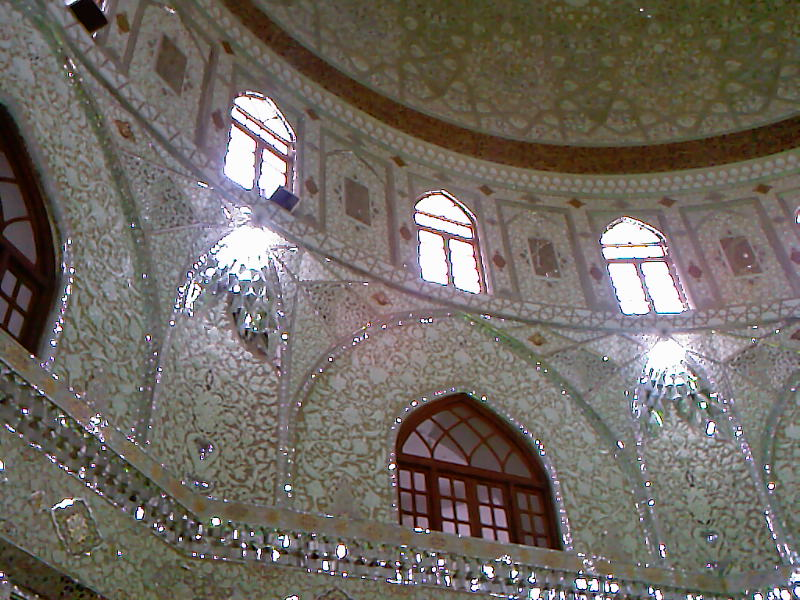
آرامگاه آقا علی عباس
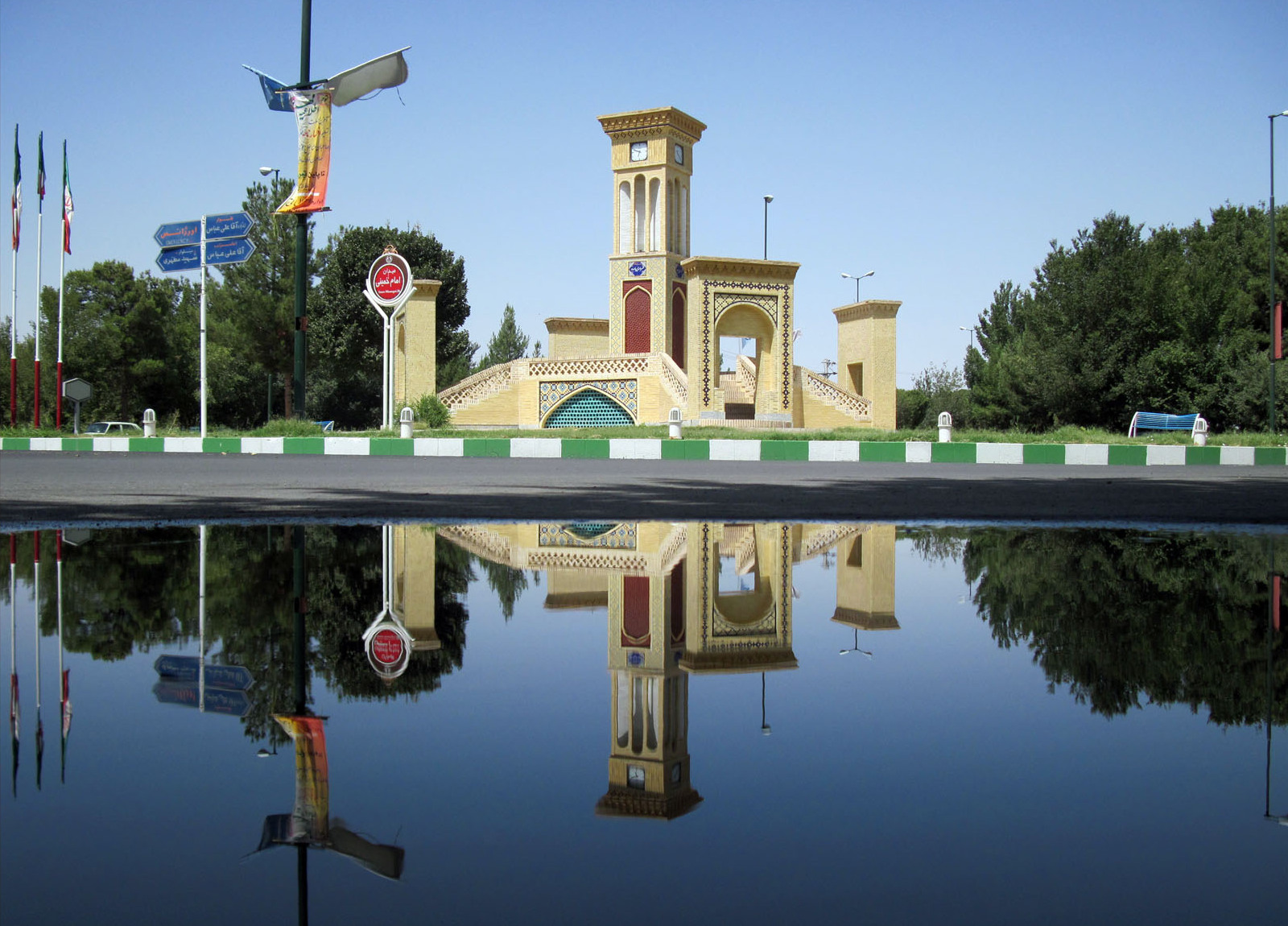
میدان امام، بادرود، اول جاده آقا علی عباس
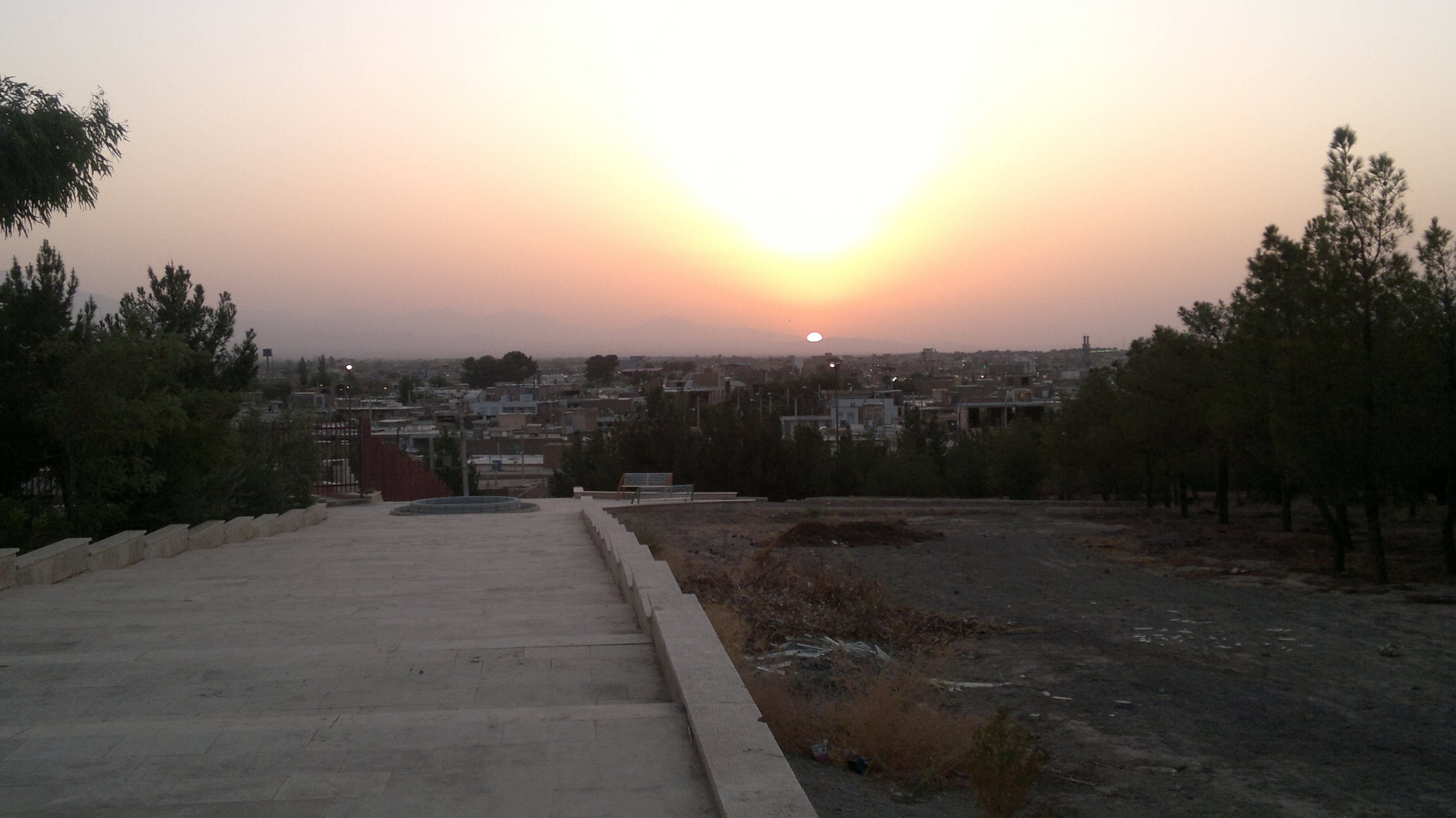
غروب در بادرود

موزه عروسکهای محلی بادرود در آب انبار حاج جامعی

## شهرت
بادرود به شهر یاقوتهای سرخ، کویر زیبا و پایتخت تارخی فلات مرکزی ایران اشتهار دارد
کتاب تاریخ و فرهنگ بادرود نوشته ذبیح‌الله صولتیان

## بازی‌های محلی بادرود
از بازی‌های معروف شهر بادرود می‌توان به موارد زیر اشاره نمود :

۱- هفت سنگ ۲- یک قل دو قل ۳- گندم گل گندم ۴- مورچه گزید ۵- هوو دارم، هوو ۶- بشکن بشکن ۸- پنجره ۹- طاق یا جفت ۱۰- پر و پوچ ۱۱- عمو زنجیر باف ۱۲- شیر - خط ۱۳-دوازده سوک ۱۴- خاله رو رو رو ۱۵- خروس جنگی ۱۶- سه سوک ۱۷- بازی قر قور ۱۸- بازی شک ۱۹- بازی دوده خروس ۲۰- رشتی و …

### اشتغال
شغل بیشتر مردم بادرود تا چندین سال قبل باغداری، دامداری و کشاورزی بوده است ولی حالا با توسعه شهر بادرود شغل مردم نیز به کارهای دیگر مخصوصاً خدماتی تغییر کرده است و هر روز شاهد افزوده شدن مغازه‌ای به مغازه‌های شهر بادرود هستیم. گرچه بخش صنعت و گردشگری هم در آن رونق دارد. محصول مهم شهر بادرود انار بوده که سابقاً به خارج از کشور هم صادر می‌شده است . پس از انار میوه‌هایی مانند انجیر، انگور و سیب هم در آن تولید می‌شود. وهمچنین صیفی جات نظیر: خیار - طالبی و خربزه هم در سطح بالایی کشت و برداشت می‌شود. امروزه بیشتر کشاورزان در این شهر به علت کمبود منابع آب و کاهش آب چاه‌ها روی به کاشت گیاهان دارویی و درخت پسته کرده‌اند که با شرایط آب و هوایی بادرود بسیار سازگار است همچنین درآمد خوبی نصیب کشاورزان خواهد شد. پیشینهٔ شهر همچون شهرهای مهم کارهای خدماتی -صنعتی شده است که بافت شهری را به حالت یک شهر نیمه پخته برای آلوده کردن محیط گرفته می‌شود در آمده است. انار نادری بادرود جز پنج رقم انار مشهور کشور بوده است.